# 神戸市バス西神営業所
神戸市バス西神営業所（こうべしえいバスせいしんえいぎょうしょ）は、兵庫県神戸市西区にある神戸市バスの営業所。配置車両に表示されている営業者を表す記号は神姫バス西神営業所、阪急バス西宮営業所と同じく「西」である。
主として西区を通る路線を担当している。また、運行はすべて神姫バスに委託している。

## 沿革
西神営業所の前身となる「西神操車場」は、1987年に神戸市営地下鉄西神・山手線が西神中央駅まで延伸開業され、同駅を中心として神戸市西区のバス路線を整備するのに合わせて、それまで神戸市バス垂水営業所の出張所であった「玉津操車場」が移転して出来たものである。その後、利用者数の増加や路線数の増設により、垂水営業所の出張所から独立し、「西神営業所」となった。
「玉津操車場」は、神戸市営バス松原運輸事務所の出張所として1964年に開設され、一時期「玉津運輸事務所」となったものの、神戸市営バス垂水運輸事務所の開設に伴い、操車場となったものである。垂水区西部（のちの西区地域）を中心に、明石市にも乗り入れており、明石駅や大久保駅
を起終点とする系統を数多く持っていた。
西神営業所になってからも明石市への乗り入れは続いていたが、2005年に路線変更が行われ、乗り入れは廃止された。その後は、西神中央駅を中心とした路線に整理されている。
2006年4月1日より、同営業所は神姫バスに業務を委託された。
令和4年4月1日改正により、学園都市駅・舞子駅乗り入れ系統から外れ、55系統のみが垂水営業所、清水が丘営業所と共管となっていた(58系統は西神営業所単独)が、令和6年4月1日より再度、学園都市駅・舞子駅乗り入れ系統の担当に戻っている。

## 現行路線

### 21系統
運行区間
- 21：西神中央駅前 - 美賀多台3丁目 - かすがプラザ - 西体育館
- 21：かすがプラザ→美賀多台3丁目→西神中央駅前（朝ラッシュ時のみ）

概要

西神5号線を経由する、春日台4丁目までは神姫バス・43・92が同じ経路を走行しているが、朝夕ラッシュを中心に利用客が多い、かすがプラザ始発便の設定がある。
沿革
元々の21系統の路線は、名谷駅と西神住宅団地(春日台)を結ぶ路線であり、市営地下鉄の延伸により1985年からは学園都市駅- 西神住宅団地(春日台)に短縮され、1987年の西神中央駅延伸時に学園都市駅 - 西神中央駅として運転されていた路線であり、友清を経由していた。
1993年の改正で上記の路線が廃止となり、同改正にて新設された現在の路線の系統として設定されている。

2025年4月1日より、神姫バス西神営業所と共同運行を開始した。
ダイヤおよび停留所
- 西神中央駅前 - 美賀多台2丁目 - 美賀多台3丁目 - 美賀多台4丁目 - 春日台2丁目 - 春日台3丁目 - かすがプラザ - 春日台4丁目 - 春日台6丁目 - 西体育館口 - 西体育館
- 日中は平日土日問わず1時間に1本の運転となっている。

### 22系統
運行区間
- 22：西神中央駅前 - 美賀多台7丁目 - 春日台小学校 - かすがプラザ - 西体育館
- 22：西神中央駅前→美賀多台7丁目→春日台小学校→かすがプラザ（夕ラッシュ以降のみ）
- 22：かすがプラザ→春日台小学校→美賀多台7丁目→西神中央駅前（朝ラッシュ時のみ）
- 22循：西神中央駅前→美賀多台7丁目→春日台小学校→かすがプラザ→樫野台→竹の台→西神中央駅前

概要
朝夕ラッシュ時は西体育館行きが大半を占めるが、日中は春日台から、樫野台を経由し、西神中央駅に戻る循環系統になる。かすがプラザ始発、終着便の設定もある

平日土日とも上記合わせて1時間に3本（20分間隔）の運行となっている。
沿革
元々は、1986年の改正で学園都市駅と西神住宅団地（春日台）方面を結ぶ路線として設定された路線である。21系統は友清を経由するが、22系統は前開を経由していた。また、学園都市駅 - 西神住宅団地・学園都市 - 狩場台 - 西神住宅団地・学園都市 - 狩場台 - 学園都市駅の3路線が存在した。
1987年の市営地下鉄西神中央駅延伸時に上記の路線が廃止され、同改正にて設定された西神中央駅～春日台の路線として設定される。この路線は美賀多台２～４と進み春日台公園に向かう経路を取っていた。
1989年の改正で西体育館まで延伸される。
1993年の改正で美賀多台公園経由の経路となり、美賀多台２～４はこの改正で設定された21系統の経路となった。また循環系統も28系統と共にこの改正から設定されている。

2025年4月1日より、神姫バス西神営業所と共同運行を開始した。
ダイヤおよび停留所
- 西神中央駅前 - 美賀多台公園 - 美賀多台7丁目 - みかたプラザ - 美賀多台5丁目 - 春日台公園 - 春日台小学校 - かすがプラザ - 春日台4丁目 - 春日台6丁目 - 西体育館口 - 西体育館

### 23系統
運行区間
23：西神中央駅前 - 西神工業会館 - 高塚台2丁目 - 興亜池公園 - 西神工業会館 - 西神中央駅前
概要

朝夕ラッシュ時のみ運行で、朝は工業団地・夕方は食品団地先行の循環路線となっている。
沿革
1987年市営地下鉄西神中央駅延伸時に春日台→高塚台→春日台の路線として設定され、西神中央駅発着の系統は23-1系統とされた。
1989年の改正で西体育館に路線延長された。
1993年の改正で美賀多台公園経由に経路が変更となった。

2000年の改正で西体育館～西神中央駅間が廃止となり、現在の経路となる。
ダイヤおよび停留所

### 24系統
運行区間
24：西神中央駅前 - 西神工業会館 - 狩場台5丁目 - 西神戸医療センター - 西神中央駅
24：西神中央駅 - 西神戸医療センター - 狩場台5丁目
概要
循環路線であるが、日中はすべて狩場台5丁目 - 西神戸医療センター - 西神中央駅の区間便のみの運行となっており、西神中央 - 西神工業会館 - 高塚台4丁目間は狩場台方面が6時～8時(平日ダイヤは9時)、西神中央方面が17時以降のみの運行となっている
2018年4月より神姫バス西神営業所が共同運行を開始した。
沿革

1987年路線開設。
ダイヤおよび停留所
先述のとおり西神中央駅 - 西神戸医療センター - 狩場台5丁目間の運行がほとんどであり、この区間は日中は２０分間隔である。

### 28系統
運行区間
- 28：西神中央駅前 - 竹の台 - 樫野台 - 西体育館
- 28：西神中央駅前 → 竹の台 → 樫野台 → 春日台4丁目（夕ラッシュ以降）
- 28：春日台4丁目 → 樫野台 → 竹の台 → 西神中央駅前（朝ラッシュ時のみ）
- 28循：西神中央駅前 → 竹の台 → 樫野台 → かすがプラザ → 春日台小学校 → 美賀多台7丁目 → 西神中央駅前

概要
昼間時は樫野台から、春日台を経由し、西神中央駅に戻る循環系統が2本、西体育館行きが1本となる、春日台4丁目始発、終着便の設定もある。
沿革
1990年に路線開設。
1993年の改正で22系統と共に循環系統が設定。

2025年4月1日より、神姫バス西神営業所と共同運行を開始した。
ダイヤおよび停留所
- 西神中央駅前 - 竹の台5丁目 - 西神中学校 - 竹の台公園 - 樫野台6丁目 - 樫野台3丁目 - 樫野台小学校 - 樫野台2丁目 - 春日台4丁目 - 春日台6丁目 - 西体育館口 - 西体育館
- 平日土日とも上記合わせて1時間に3本（20分間隔）の運行となっている。実質22系統の反転ルートを走行する。

### 46系統
運行区間
- 46 : 西神南駅前 → 井吹台東町1丁目 → 井吹台東町6丁目 → ハイテクパーク → 井吹台東町5丁目 → 井吹台東町1丁目 → 西神南駅前 (午後3時まで)
- 46 : 西神南駅前 → 井吹台東町1丁目 → 井吹台東町5丁目 → ハイテクパーク → 井吹台東町6丁目 → 井吹台東町1丁目 → 西神南駅前 (午後3時以降)
- 46 : 西神南駅前 → 井吹台東町1丁目 → 井吹台東町6丁目 → 井吹台東町5丁目 → 井吹台東町1丁目 → 西神南駅前 (土休日日中)

概要
沿革
1993年改正で新設。

2025年4月1日より、神姫バス西神営業所と共同運行を開始した。
ダイヤおよび停留所

### 47系統
運行区間
47：西神南駅 - 井吹西公園 - 西神南駅
直：西神南駅 - (直行) - 明生支援学校
概要
西神南駅前から竹谷公園→井吹西フレア→井吹台西町3を経由し西神南駅前へ戻る片循環運行である
沿革
2000年改正で新設。

2025年4月1日より、神姫バス西神営業所と共同運行を開始した。
ダイヤおよび停留所
西神南駅前→竹谷公園→井吹台谷口公園→井吹台西町4丁目→井吹台西町5丁目→井吹台西公園→井吹台西町6丁目→井吹西フレア→井吹台西町3丁目→井吹台西町1丁目→西神南駅前
日中・19時以降は30分間隔であり朝・夕ラッシュ時は1時間に3本運転している

### 58系統
運行区間
朝霧駅前 - 神陵台 - 伊川谷駅前
概要
55系統の路線を伊川谷駅まで延長した路線であり、2005年以降は西神営業所の管轄路線で唯一の対区間制運賃となっている。
かつての方向幕装着車は、緑地に白文字58　伊川谷駅が使われていた
沿革

2006年4月に垂水営業所から移管
ダイヤおよび停留所
1～2時間におおむね1本程度の運行。

## 廃止・移管路線

### 神姫バスに移管した路線
12系統
旧・13系統
14系統
旧・20系統
27系統
運行区間
- 27 : 西体育館 - 西神中央駅 - 農業公園

概要
西体育館から西神中央駅を経由し農業公園に向かう路線である。
方向幕装着車は農業公園行きに限り、緑地に白文字27　農業公園が使われていた。
沿革
1987年市営地下鉄西神中央駅延伸時に開設。当初は春日台発着で西神中央駅発着は27-1系統であった。
1989年の改正で西体育館まで延長し、枝番系統を統合して全て27系統となった。
1993年の改正で美賀多台公園経由の経路となった。
2000年の改正で西体育館～西神中央駅間が廃止となった。
2010年の改正で廃止された。
旧・45系統
運行区間
- 45 : 西神南駅前 - ハイテクパーク - 友清

概要
西神南駅前からハイテクパークを経由し友清に向かう路線である
沿革
1993年改正で新設。
2000年改正で路線廃止。
当路線廃止後の2015年に魚崎営業所で45系統が使用された(2020年廃止)
旧・57系統
200系統
運行区間
- 200 : 西体育館 - 堅田 - 平野小学校 - 西神中央駅

概要
西体育館と西神中央駅を結んだ路線である。
行先方向幕は誤乗防止の為か青地に白文字200　西体育館が使われた。
沿革
1995年改正で新設。
2000年改正で路線廃止。

## 車両
以前は日野自動車製で統一されていた関係で、西神営業所所属の車両の車両番号は日野自動車製に割り当てられる700-999を使用している。前面の方向幕は、垂水営業所と同様に系統番号と行き先が一体になっているものを使用している。2005年に西神営業所の管轄範囲の縮小により、落合営業所や松原営業所に転属した車両は、前面幕を系統番号と行き先を別々にする改造が行われているが、枠自体はそのままで、分割しているところに桟を入れただけなので幕がややずれて見えた。なお、この改造を受けた車両は廃車やLEDへの交換によって消滅している。現在は、日野自動車製、いすゞ自動車製、三菱ふそうトラック・バス製、UDトラックス（旧:日産ディーゼル）製の4メーカーがそろっている。
神戸市営バスでは初めてブルーリボンシティハイブリッドバスが３台入っている。
2021年4月のダイヤ改正より、当営業所に在籍していたワンステップバスが全車転出され、現在はノンステップバスのみの在籍となっている。